# 2020年亞足聯U-19錦標賽
2020年亞足聯U-19錦標賽是第 41 屆亞足聯U-19錦標賽賽事，為亞洲19歲以下的男子國家隊賽事，由亞洲足球聯合會 (AFC) 主辦。一共 16 隊賽事會參與賽事，2019年9月17日亞洲足協任命烏茲別克斯坦為東道主。賽期原定2020年10月14–31日，但由於COVID-19大流行被兩度推遲。亞洲足協於2021年1月25日宣布取消賽事，改為2023年舉辦，東道主仍然屬於烏茲別克斯坦。由於亞洲足協已提議從2023年開始年齡限制從19歲以下轉為20歲以下，因此本次比賽將是最後一次亞洲19歲以下錦標賽。
最初，賽事中前四位球隊可代表亞洲參與在印度尼西亞舉行的2021年國際足協U-20世界盃，而印度尼西亞則以東道主身份自動獲得世界盃參賽資格。由於COVID-19大流行，2021年U-20世界盃也被取消，改為2023年舉辦，東道主仍然屬於印度尼西亞。

## 資格賽
資格賽於2019年11月2日至10日進行。

## 抽籤儀式
16 支球隊會分成四組，每組有四隊。
| 第一檔次                    | 第二檔次            | 第三檔次                            | 第四檔次             |
| --------------------------- | ------------------- | ----------------------------------- | -------------------- |
| - （主辦國） - 沙烏地阿拉伯 | - 日本 - 印度尼西亞 | - 马来西亚 - 伊拉克 - 越南 - 柬埔寨 | - 伊朗 - 葉門 - 巴林 |

## 外部連結
- AFC U-19 Championship, the-AFC.com